# Terret noir

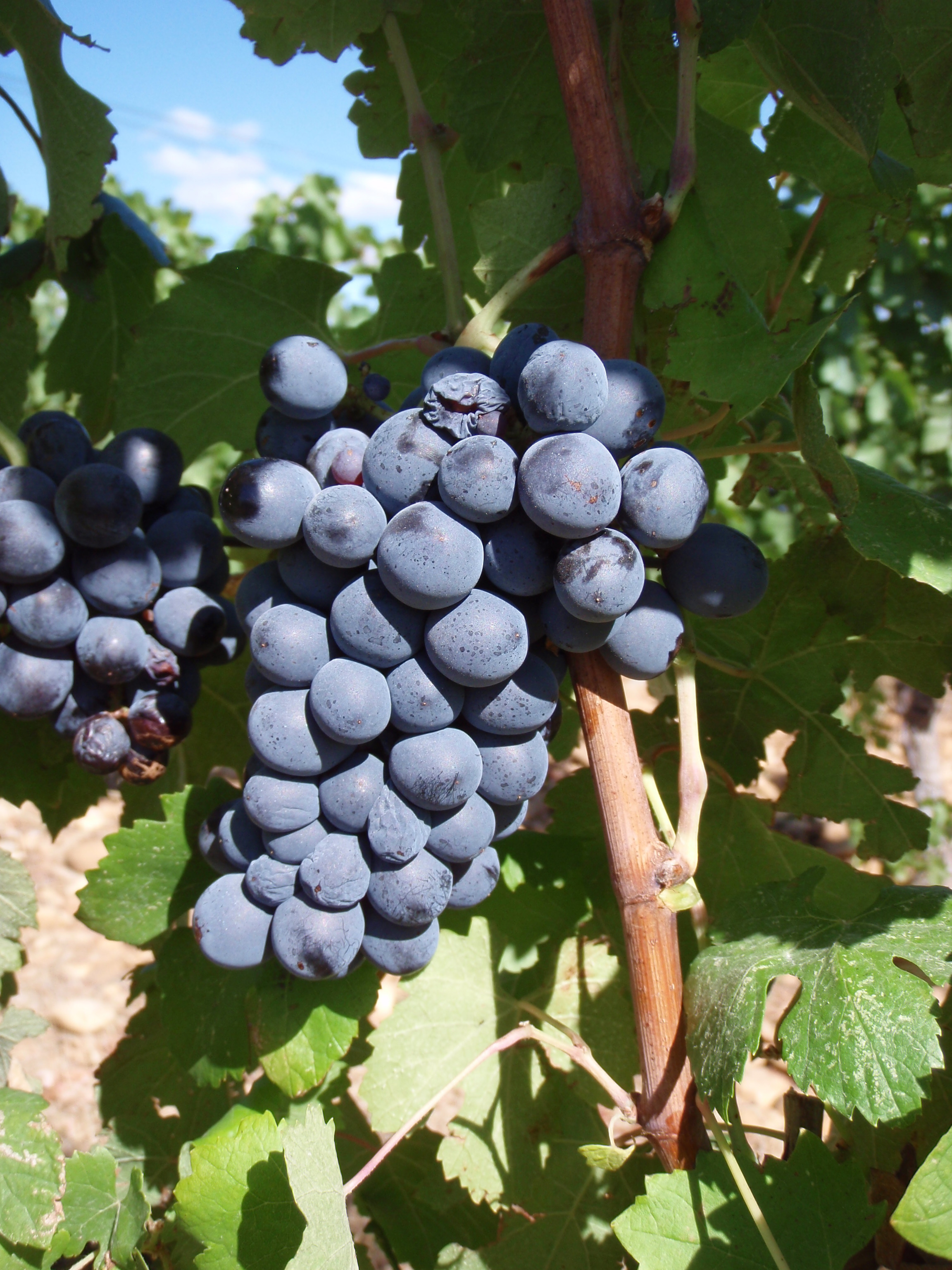
Racimo de terret noir.

La terret noir es una uva tinta que crece sobre todo en el valle del Ródano, Francia. Es una mutación de la antigua vid terret. Su mezcla está permitida en los vinos de la AOC Châteauneuf-du-Pape. Al igual que sus parientes terret gris y terret blanc, la vid tiende a madurar tarde y a crecer vigorosamente. La terret noir produce vinos tintos de color claro aromáticos y apastelados.
En 2007 había 189 ha de terret noir en Francia. Ha ido en declive, porque el Institut national de l'origine et de la qualité contabilizó en el año 2000 unas 400 ha.

## Regiones

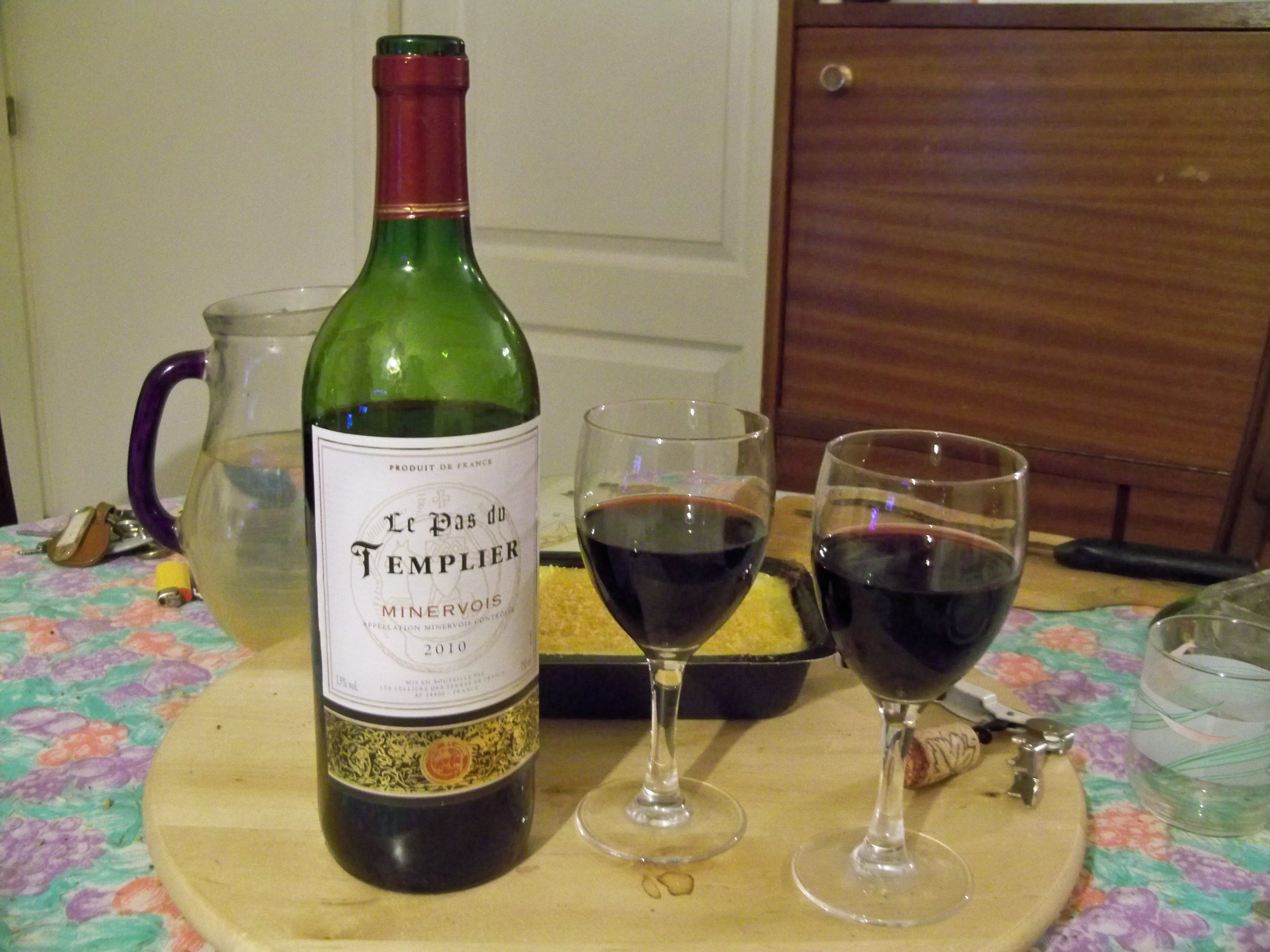
Vino de terret noir.

La terret noir es una variedad de uva permitida en varias AOCs del Ródano, la Provenza y Languedoc. Entre ellas están:
- AOC Châteauneuf-du-Pape: No hay uso máximo o mínimo para la terret noir. Tiende a ser un componente de mezcla menos frecuente que la garnacha, la syrah, la monastrell y la cinsault. Las uvas destinadas para el vino de Châteauneuf-du-Pape deben ser cosechadas con unos rendimientos que no superen los 35 hectolitros/hectárea y el vino resultante tiene que tener un nivel de alcohol mínimo del 12,5%.
- AOC Corbières: Se permite como componente de mezcla minoritario tanto en el vino tinto como el rosado detrás de la cariñena, que debe ser al menos el 50% de la mezcla. Ahí la uva suele mezclarse con syrah, monastrell, cinsault y picpul. Las uvas destinadas para esta AOC deben ser cosechadas con unos rendimientos que no superen los 50 hl/ha y el vino resultante tiene que tener un nivel de alcohol mínimo del 11,5%.
- AOC Costières de Nîmes: Se permite como componente en la mezcla de vinos tintos y rosados hasta un máximo del 50%. Ahí la terret noir es mezclada a menudo con garnacha, syrah, monastrell, counoise, cariñena y cinsault. Las uvas destinadas para producir vinos con esta AOC deben ser cosechadas con unos rendimientos que no superen los 60 hl/ha y el vino resultante tiene que tener un nivel de alcohol mínimo del 11%.
- AOC Coteaux du Languedoc: Se permite como componente en la mezcla de vinos tintos y rosados detrás de la cariñena, la monastrell y la syrah. La terret ni la cariñena pueden superar el 50% de una mezcla. La terret, junto con la counoise, la cinsault y la llandoner pleut son usadas en pequeños porcentajes. El vino que menos terret tiene cuenta con un 11,5%. Crece sobre todo en viñedos de los alrededores de Corbières, Mejanelle, St-Christol, Vérargues, Montpeyrous, Pic St-Loup, Quatourze, Saint-Drézéry, St-Georges d'Orques, St-Saturnin y del volcán inactivo Montagne de la Clape.
- AOC Coteaux de Pierrevert: Se permite como componente de mezcla minoritario en vinos tintos y rosados detrás de la carignan, la cinsault, la garnacha, la monastrell y la petite syrah. La uva destinada para la producción de vino de la AOC debe ser cosechada con unos rendimientos que no superen los 50 hl/ha y el vino resultante tiene que tener un nivel de alcohol mínimo del 11%.
- AOC Côtes du Rhône: Se permite como componente de mezcla minoritario en vinos tintos y rosados detrás de la garnacha, la syrah, la monastrell, la cariñena, la cinsault, la muscardin, la camarese, la picpoul noir, la garnacha gris y la clairette rosé. Las uvas destinadas a la producción de vino con esta AOC deben ser cosechadas con unos rendimientos que no superen los 52 hl/ha y el vino resultante tiene que tener un nivel de alcohol mínimo del 11%.
- AOC Côtes du Rhône Villages: Se permite como componente de mezcla minoritario en vinos tintos y rosados tras la garnacha (25-65%), la syrah, la cinsault y la monastrell, para producir un vino resultante que tenga al menos un 25% de terret noir, pudiendo completarse el resto con cariñena, muscardin, cammarese y picpoul. Las uvas destniadas para la producción de vino de esta AOC deben deben ser cosechadas con unos rendimientos que no superen los 42 hl/ha y el vino resultante tiene que tener un nivel de alcohol mínimo del 12,5%.
- AOC Minervois: Se permite como componente de mezcla en vinos tintos y rosados hasta un máximo del 40%, pudiendo completarse el 60% restante con una mezcla de syrah (mínimo un 10%), monastrell, llandoner pleut y garnacha. En el caso de que quepan más variedades estas pueden ser cariñena, cinsault, picpoul y aspiran. Las uvas destinadas para la producción de vino de esta AOC deben deben ser cosechadas con unos rendimientos que no superen los 50 hl/ha y el vino resultante tiene que tener un nivel de alcohol mínimo del 11,5%. Para los vinos producidos en el entorno de la localidad de La Livinière (una denominación especial dentro de Minervois) el porcentaje de alcohol sería el mismo y el rendimiento debe ser de 45 hl/ha.

## Sinónimos
La terret noir también es conocida con los sinónimos terre chernyi, terret bourret y terret du pays.